# Меканіксвілл (Вірджинія)
Меканіксвілл (англ. Mechanicsville) — переписна місцевість (CDP) в США, в окрузі Гановер штату Вірджинія. Населення — 39 482 особи (2020).

## Географія
Меканіксвілл розташований за координатами 37°37′17″ пн. ш. 77°21′8″ зх. д. / 37.62139° пн. ш. 77.35222° зх. д. (37.621307, -77.352140).  За даними Бюро перепису населення США в 2010 році переписна місцевість мала площу 73,63 км², з яких 73,32 км² — суходіл та 0,31 км² — водойми.

## Демографія
Згідно з переписом 2010 року, у переписній місцевості мешкало 36 348 осіб у 13 712 домогосподарствах у складі 10 189 родин. Густота населення становила 494 особи/км².  Було 14267 помешкань (194/км²).
Расовий склад населення:
| - 87,0 % — білих - 8,5 % — чорних або афроамериканців - 1,8 % — азіатів - 0,5 % — корінних американців |

До двох чи більше рас належало 1,5 %. Частка іспаномовних становила 2,3 % від усіх жителів.
За віковим діапазоном населення розподілялося таким чином: 26,1 % — особи молодші 18 років, 60,2 % — особи у віці 18—64 років, 13,7 % — особи у віці 65 років та старші. Медіана віку мешканця становила 39,1 року. На 100 осіб жіночої статі у переписній місцевості припадало 92,1 чоловіків;  на 100 жінок у віці від 18 років та старших — 87,5 чоловіків також старших 18 років.
Середній дохід на одне домашнє господарство  становив 84 189 доларів США (медіана — 73 497), а середній дохід на одну сім'ю — 95 645 доларів (медіана — 86 568). Медіана доходів становила 53 283 долари для чоловіків та 46 260 доларів для жінок. За межею бідності перебувало 5,9 % осіб, у тому числі 9,5 % дітей у віці до 18 років та 6,1 % осіб у віці 65 років та старших.
Цивільне працевлаштоване населення становило 19 344 особи. Основні галузі зайнятості: освіта, охорона здоров'я та соціальна допомога — 24,8 %, роздрібна торгівля — 10,6 %, науковці, спеціалісти, менеджери — 10,2 %.